# Polska na Zimowych Igrzyskach Olimpijskich 1994
Polskę na Zimowych Igrzyskach Olimpijskich 1994 reprezentowało 28 zawodników w 8 dyscyplinach.
| Sportowcy | złoto | srebro | brąz | 4 m. | 5 m. | 6 m. | 7 m. | 8 m. | Punkty |
| --------- | ----- | ------ | ---- | ---- | ---- | ---- | ---- | ---- | ------ |
| 28        | –     | –      | –    | –    | 1    | –    | 1    | 2    | 8      |

## Występy Polaków

### Biathlon
- Halina Pitoń – bieg na 7,5 km, 57. miejsce; bieg na 15 km, 57. miejsce
- Anna Stera – bieg na 7,5 km, 62. miejsce
- Zofia Kiełpińska – bieg na 7,5 km, 68. miejsce
- Agata Suszka – bieg na 15 km, 45. miejsce
- Helena Mikołajczyk – bieg na 15 km, 52. miejsce
- Anna Stera, Helena Mikołajczyk, Agata Suszka, Halina Pitoń – sztafeta 4 × 7,5 km, 11. miejsce
- Jan Ziemianin – bieg na 10 km, 27. miejsce; bieg na 20 km, 39. miejsce
- Tomasz Sikora – bieg na 10 km, 32. miejsce
- Krzysztof Topór – bieg na 10 km, 61. miejsce
- Wiesław Ziemianin – bieg na 20 km, 63. miejsce
- Jan Wojtas – bieg na 20 km, 67. miejsce
- Tomasz Sikora, Jan Ziemianin, Wiesław Ziemianin, Jan Wojtas – sztafeta 4 × 7,5 km, 8. miejsce

### Łyżwiarstwo figurowe
- Anna Rechnio – solistki, 10, miejsce
- Agnieszka Domańska, Marcin Głowacki – tańce na lodzie, 17. miejsce

### Łyżwiarstwo szybkie
- Ewa Borkowska-Wasilewska – 1500 m, 18. miejsce; 3000 m, 16. miejsce
- Paweł Jaroszek – 1500 m, 11. miejsce
- Paweł Zygmunt – 1500 m, 40. miejsce; 5000 m, 18. miejsce
- Artur Szafrański – 1500 m, nie ukończył
- Jaromir Radke – 5000 m, 7. miejsce; 10000 m, 5. miejsce

### Narciarstwo alpejskie
- Marcin Szafrański – zjazd, 46. miejsce; supergigant, 42. miejsce; slalom specjalny, nie ukończył; kombinacja alpejska, 27. miejsce

### Narciarstwo klasyczne
- Małgorzata Ruchała – bieg na 5 km stylem klasycznym, 15. miejsce; bieg łączony 5 km stylem klasycznym + 10 km stylem dowolnym, 14. miejsce; bieg na 30 km stylem klasycznym, 16. miejsce
- Bernadetta Bocek – bieg na 5 km stylem klasycznym, 31. miejsce; bieg łączony 5 km stylem klasycznym + 10 km stylem dowolnym, 22. miejsce; bieg na 15 km stylem dowolnym, 18. miejsce; bieg na 30 km stylem klasycznym, 34. miejsce
- Dorota Kwaśny – bieg na 5 km stylem klasycznym, 38. miejsce; bieg łączony 5 km stylem klasycznym + 10 km stylem dowolnym, 28. miejsce; bieg na 15 km stylem dowolnym, 22. miejsce; bieg na 30 km stylem klasycznym, nie ukończyła
- Halina Nowak – bieg na 5 km stylem klasycznym, 58. miejsce; bieg łączony 5 km stylem klasycznym + 10 km stylem dowolnym, nie ukończyła; bieg na 15 km stylem dowolnym, 25. miejsce
- Michalina Maciuszek – bieg na 15 km stylem dowolnym, 40. miejsce; bieg na 30 km stylem klasycznym, 31. miejsce
- Michalina Maciuszek, Małgorzata Ruchała, Dorota Kwaśny, Bernadetta Bocek – sztafeta 4 x 5 km, 8. miejsce
- Stanisław Ustupski – kombinacja norweska, 21. miejsce
- Wojciech Skupień – skoki narciarskie skocznia normalna, 29. miejsce; skoki narciarskie skocznia duża, 31. miejsce

### Saneczkarstwo
- Leszek Szarejko, Adrian Przechewka – dwójki, 16. miejsce